# Християнство в Индия
Християнството в Индия е съвкупност от християнски вероизповедания, чието разпространение е исторически обусловено в Република Индия, в резултат на многовековно постепенно проникване, налагане и популяризиране на християнската религия в съвременните територии на тази страна. Според преброяване на населението, направено през 2001 г., християнството е 3-та по разпространеност религия в Индия, с близо 24 милиона последователи, които представляват 2,3 процента от населението й, предхождана в това отношение от индуизма и исляма. По общо същият термин би могъл да се отнася за християнството в земите на полуостров Индостан и на Индийския субконтинент, както и на някои околни страни, чиято история е свързана с тази на индийските народности. В по-ново време някои индийски църкви имат разклонения и извън Азия.

## Християнски църкви в Индия
Въпреки че корените на християнството в Индия остават неизяснени, има общо научно съгласие, че християнството вече е било въведено в земите й през VI век (т.е. преди то да бъде познато на някои от европейските народи и преди за голяма част от тях да стане официална религия). Старинността на местното християнство се доказва от използването на сирийския език, като литургичен. Предполагаемо разпространението му започва още през I век. В редица научни трудове, както и в източнохристиянски агиографски писания, е застъпено виждането, че първият проповедник на християнството в Индия е апостол Тома, ученик на Исус Христос. Смята се, че той е  посетил Музирис в Керала, за да разпространява Евангелието в еврейските селища там.
Християнството е широко разпространено в Индия, но повечето християни пребивават в южната й част, по Конканското крайбрежие и в Североизточна Индия. Болшинството индийски християни са католици от латинския обред; разпространението на католицизма е предимно следствие от португалската колонизация на Индия. Щатът Керала е гнездо на християнската Общност на свети Тома - сбор от древни църкви, свързани със сирийското християнство. В съвременността тя е силно фрагментирана, включвайки източно-католическите Сирийско-Малабарска католическа църква и Сирийско-Маланкарска католическа църква, както и няколко ориенталски православни и независими църкви, включително Маланкарската православна сирийска църква, Маланкарската якобитска сирийска църква и Маланкарската сирийска църква Мар Тома. От 19 век нататък в Индия получава разпространение и протестантството. Някои от главните протестантски вероизповедания в страната са: Църквата на Южна Индия, Църквата на Северна Индия, Презвитерианската църква на Индия, баптисти, лютерани, традиционни англикани и други евангелистки групи.
Римокатолизмът е въведен в Индия за първи път от португалски, италиански и ирландски йезуити, а протестантството е разпространявано главно от британски и американски мисионери. Местни християни и приходящи християни ръководят хиляди образователни институции и болници в Индия, с което допринасят значително за развитието на нацията. Индийските християни се изявяват и на много други поприща в националния живот на страната, със значителен принос в него. От техните среди са и няколко от главните министри в историята на Индия, областни управители и главни изборни комисари.

## История

### Ранно християнство

#### Хипотези за посещения от Исус
Има два набора от описи за предполагаемо пътуване на Исус в Индия. Тези два комплекта, като цяло, не се представят заедно. Макар, че пътуванията между Близкия изток и Индия са обичайни в Елинистичната епоха, тези описи не са се вземали под особено внимание и са смятани за спекулации, тъй като темата за пътуване на Исус в Индия липсва в историческите извори и не е застъпена, нито в ранните християнски текстове, нито в индийските исторически писания.
Произходът на втория набор от описи се свързва с името на индийския автор Мирза Гулам Ахмед, който през 1899 г. публикува книгата „Masih Hindustan Mein“ ("Исус в Индия"). Според него Исус не е умрял на кръста и е отпътувал за Кашмир, за да преподава Евангелието и е останал там до края на живота си, или това е станало след смъртта и възкресението му. От своя страна първият приписва на Исус Христос пътуване и обучение в Индия, докато е на възраст между 12 и 30 години (т.е. в периода, за който в каноничните евангелия липсват конкретни сведения). Произходът на първия набор описи се свързва с името на руския автор Никола Нотович, който през 1894 г. публикува книгата „La vie Inconnue du Jesus Christ“ („Непознатият живот на Исус Христос“). След като историята му се преразглежда от историци, Нотович признава, че е фалшифицирал доказателствата. Барт Д. Ерхман твърди: „Днес няма нито един учен на планетата, който да не се е усъмнил по този въпрос. Цялата тази история е измислена от Нотович, който си спечели добро състояние и значителна слава от измамата си.“ Сега учените единодушно смятат книгата на Нотович за измама, понякога обяснявайки, че историите залегнали в основата й може да се отнасят до Мани – основателят на манихейството, който се смята за лъжепророк в християнския свят.

#### Свети Тома
Според индийските християни, апостол Тома/Свети Тома (Мар Тома на арамейски), на когото според легендата е отредено да проповядва в Индия и се предполага, че е получил дар свише да може да говори езиците на местното й население, пристига в Кодунгалур (Mузирис), Керала, основава 7 църкви и е мисионер в земите на днешните индийски щати Керала и Тамил Наду. Както и при ранното християнство в Римската империя се счита, че първоначално покръстените в голяма степен са били еврейски прозелити, наследници на преселници от времето на разрушаването на Първият храм (562 г. пр.н.е.). Тома, евреин по рождение, говори арамейски, който вероятно е и техният език. Работа от ранния III век, известна още като „Деянията на Тома“, свързва служенията на апостол Тома с двама царе, един - на север, друг - на юг. Годината на пристигането му е често оспорвана, поради липсата на достоверни доказателства. Според една от легендите в „Деянията“, Тома отначало не желае да приеме мисията, но Исус Христос принуждава инатливия си ученик, като така нарежда обстоятелствата, че той е принуден да тръгне с индийския търговец Абанес към родното му селище в Северозападна Индия, където става служител на индо-партския цар Гондофар. Предполага се, че служението на апостола е довело до много промени, включително повлиявайки на царя и брат му, за които се твърди, че са се покръстили. „Деянията на Тома“ свързват втората му мисия в Индия с царство, управлявано от цар Махадуа, причисляван към династия, властвала през 1 век в южната част на Индия. Хрониките на „Църквата на Тома“ (Мар Тома) сочат, че Тома проповядва евангелието по Малабарския бряг на щата Керала в югозападната част на Индия, при все че църквите, които основава, се намират главно по крайбрежието на река Перияр и притоците ѝ, където има еврейски колонии. Предполага се, че той проповядва сред всички обществени слоеве и е покръства 17 хиляди души, включително членове на четирите основни касти. Според легендата, Свети Тома е застигат от мъченическа смърт на връх Свети Тома в Ченай и е погребан на мястото на катедралата "Сан Том". 
Евсевий Кесарийски твърди, че Пантаенус (Пантен), главата на християнското екзегетично училище в Александрия, Египет, е посетил Индия по времето на император Комод и е открил там християни, служещи си с версия на Евангелието на Матей, написана с еврейски букви и чиято култура е от еклектично естество. Това е правдоподобна препратка към най-ранните индийски църкви, които са известни с това, че са използвали "Нов Завет" на сирийски език (диалект на арамейски). В този смисъл Пантен свидетелства, че говорещите сирийски християни вече са християнизирали части от Индия към края на II век. 
Най-старата съществуваща конструкция на църква в света, която се смята, че е построена от апостол Тома през 57 г. и наречена Тирувитанкод Арапали, или Томаяр Ковил - на тогавашния цар Чера Удаянчерал, се намира в Тирувитанкод в Канякумарска област на Тамил Наду, Индия. Обявена е за Международен център на пилигримите „Свети Тома“. Макар за нарастващата в този период популярност на християнството да се знае малко, според твърденията на Бар-Дейсан/Bardesanes (154 – 223 г.) по негово време е имало християнски племена в Северна Индия, твърдящи, че Тома ги е покръстил и че имат книги и реликви, с които могат да го докажат. Безспорно, към момента на създаването на Сасанидската империя (226 г.) вече е имало епископи на Църквата на Изтока (църковно обединение, с което тази държава отначало се конфронтира, но впоследствие се обвързва институционално с него) в земите на по-късните Северозападна Индия, Афганистан и Белуджистан, както и миряни, които се занимават с мисионерска дейност. Първоначалното разпространение на християнството в Северна Индия се приписва освен това и на апостол Вартоломей, за който се смята че е бил в Индия преди да замине за земите на арменците, където загива мъченически.

### Средновековие
Още преди ерата на Великите географски открития Индия има процъфтяваща търговия с Централна Азия, Средиземноморието и Близкия изток, както по планински проходи на север, така и по море – по западното и южното крайбрежие. Най-вероятно християнски търговци са се заселили в индийските градове по търговските пътища. "Хрониката на Сеерт" (средновековен несториански църковен летопис) описва влиятелната евангелистката мисия в Индия на епископ Давид от Басра, състояла се около 300 г.. Спекулира се, че мисията му се е простряла и в южната част на Индия. Според "Траванкор Мануал", Тома Кананит/Тома от Кана (Knai Thoma), месопотамски търговец и мисионер, пренася мисията си в Индия през 345 г., водейки 400 християни от Багдад, Ниневия и Йерусалим в Кодунгалур. Той и спътникът му, епископ Йосиф от Едеса/Йосиф от Урук, търсят убежище от преследването на християните от страна на персийския цар Шапур II при цар Черман Перумал. Основаната от тях в Кодунгалур колония на сирийски християни е може би първото християнско общество в Южна Индия, за което има подробно записвани сведения. Т. Р. Венатам коментирайки през 1987 г. местното християнство, първи изказва предположението, че Тома от Кана впоследствие погрешно е отъждествяван от сирийските християни в Индия с апостол Тома, а дейността му е поставена по подразбиране в I век (вероятно чрез свързването й със събитията от Петдесетница, както са описани в новозаветната книга "Деяния на светите апостоли"). От друга страна част от християните на Свети Тома - т.нар. кнанайци (Knanaya) - претендират за произход от самия Тома Кананит и неговите първи чуждестранни и местни последователи. Християнската общност на свети Тома се подсилва и от различни персийски имигранти заселници, кнанайски колонии от III век, последователи на манихейството, вавилонски християнски заселници от IV век, сирийски заселници, водени от Мар Сабор Еасо и Мар Прот през VII век и християнски имигранти от Персия (например - несторианци) през следващите векове.
Местни управници в Керала дават на християните от свети Тома различни привилегии и права, засвидетелствани на медни плочи. Такива документи са известни под названия, като Cheppeds, Royal Grants, Sasanam. Някои са притежание на Сирийската църква в Керала, включително Thazhekad Sasanam, Quilon Plates (или Tharisappalli Cheppeds), Mampally Sasanam и Iraviikothan Chepped и т.н. Говори се, че някои от тези плочи са от около 774 г. Учени са изследвали надписите и имат различни преводи на техните текстове. Използваният език е тамил с тамилски букви, премесени с гранта и пахлави (вариант на фарси и съответната му писменост, характерни за етническата група парси), куфик и еврейски знаци. Владетелят на Венад (Траванкор) дава на сирийските християни 72 права и привилегии, които обикновено са се давали само на почетни лица. Тези права включват освобождаване от митни такси, данък върху продажбите и данък-роб. Медна плоча с дата 1225 г. допълнително засилва правата и привилегиите на Насранис (друго име за християните на Свети Тома, вероятно произхождащо от това на град Назарет в Галилея). Южноиндийският епос "Манимекалай" (написан между II и III век) споменава насраните, под името есани.

### Западни пътешественици и мисионери

#### Католицизъм
Още преди времето на Португалската империя Индия е посещавана и евангелизирана от представители на халкедонското християнство. Известно е пратеничество с дарове от Англия на крал Алфред Велики (IX в.) до християните от Свети Тома. Според Марко Поло, към 1292 г. има християни по крайбрежието на Малабар. Мангалор е друг значим регион на западния бряг, в който има огромен брой християни. През 1321 година Френския или каталонски доминикански монах Йордан Каталани (Jordan de Catalunya) от Северак (в Югозападна Франция), известен като първият западноевропеец покръстващ в Индия, пристига в Сурат през 1320 г. Той е служил и в Килон и идва в Баткал – място близо до Мангалор - където създава мисионерски лагер (в Тана). Много местни са покръстени в католицизма от Йордан. След неговото служение в Гуджарат той стига Килон (Куилон) през 1323 г. Той не само съживява християнството, но и привлича хиляди в християнската вяра. Донася послание за благоразположението от папата към местните владетели. Като първи епископ в Индия, той също е посветен в духовенството на християнската общност в Каликут, Мангалор, Тане (Thane/Trombay) и Броч (северно от Тане).
През 1453 падането на Константинопол, бастион на християнството в Мала Азия, под властта на ислямската Османска империя, бележи края на Източната Римска империя/Византия и прекратява европейските търговски връзки по суша с Азия. Този голям удар върху християнството дава тласък на епохата на Великите географски открития, целящи отначало намиране на алтернативни морски маршрути към Изтока, но и засилване на връзките си с по-отрано съществуващи християнски нации. Доходоносната търговия с подправки привличала интереса и на кралската власт.
Заедно с португалски пионери в далечните морски пътешествия, които достигат Малабарското крайбрежие в края на XV век, идват и португалски мисионери, които се свързват с християните от Свети Тома в Керала, които по това време следват източни християнски (нехалкедонски) практики под юрисдикцията на Църквата на Изтока. Мисионерите се опитват да въведат латинските богослужебни ритуали сред тях и да обединят източно-сирийските християни в Индия със Светия престол.
Историята на португалските мисионери в Индия започва с новоапостолите, които достигнали Капад близо до Кожикод на 20 май 1498 г. заедно с португалския мореплавател Васко да Гама, който се опитва да създаде анти-ислямиски съюзи от вече съществуващите християнски нации. Когато той и португалските мисионери пристигнали, намерили християните от страната Малабар, известна с християнската общност на Свети Тома, която принадлежала към тогавашната най-голяма църква в Индия. Отначало християните били приятелски настроени към португалските мисионери, дори си разменяли дарове, били възхитени от общата си вяра. По време на втората експедиция португалската флота включва 13 кораба и 18 свещеници, заедно с капитан Педро Алварес Кабрал. Те хвърлили котва в Кочин на 26 ноември 1500 г. Скоро Кабрал спечелил доверието на раджата на Кочин. Той позволил на четирима свещеници да извършват апостолската си дейност сред ранните християнски общества, които са разпръснати около Кочин. Така португалски мисионери започнали португалска мисия през 1500 година. Дом Франциско де Алмеида, първият португалски вицекрал, получил позволение от раджата на Кочин да построи 2 църкви – базиликата „Санта Круз“ (1505) и църквата „Свети Франсис“ (1506). За построяването им са използвали камъни и хоросан, дотогава смятани от местните за допустими само при градежа на кралски палати и езически храмове.
През XVI век азиатските проповеди се свързват с португалската колониална политика. Към момента на идването на европейските колонизатори християните на Свети Тома все още използват сирийски език (диалект на арамейски, на който и Исус е говорил) в литургиите си. Тяхна група, съществува в Керала мирно за повече от хилядолетие, но става обект на големи преследвания от страна на португалски евангелисти през XVI век, разпространили католицизма по Конканското крайбрежие. Папската була "Романус Понтифекс" от 8 януари 1455 от папа Николай V до португалския крал Афонсу V, потвърждава пред Короната на Португалия господството над всички земи, открити или завладени по време на ерата на откритията. Освен това, покровителството над разпространението на християнската вяра в Азия се дава на португалците. Мисионерите на различните ордени (францисканци, доминиканци, йезуити, августинци и т.н.) се настаняват заедно със завоевателите и започват веднага да изграждат църкви по крайбрежните райони, където започнала да се усеща португалската сила. В началото на XVI век целият Изток се намира под юрисдикцията на епархията на Лисабон. На 12 юни 1514 Кочин и Гоа стават изтъкнати мисионерски центрове в границите на новосъздадената епархия Фуншал на остров Мадейра. През 1534 Папа Павел III издигнал Фуншал в епархия и Гоа като под-епархия, слагайки цяла Индия под опеката на Гоа.
След 4 десетилетия на просперираща търговия, към 1540 г. мисионерите започват масови покръствания, но католическото мисионерство има и по-ранни успехи. Римокатолически мисионери, главно португалски, водени от йезуита Свети Франсис Хавиер (1506 – 1552), вече са развили дейността си по западното крайбрежие. Португалското колониално управление подкрепя мисията и дава на кръстените християни помощи, като ориз и добри позиции в колониите си, поради което тези християни са наричани „оризови християни“. Често паралелно с католицизма те практикуват и старата си религия. Освен това в от Португалия в Индия идват и много марани и мориски, прогонени от от Инквизицията в Португалия. За голяма част от тях португалците подозират, че са криптоевреи (т.е. че тайно се придържат към юдаизма, външно демонстрирайки причастност към католицизма) или че тайно практикуват исляма. С оглед борбата с подобни прояви сред новопокръстените, през 1545 г. в писмо до Жуау III от Португалия Свети Франсис Хавиер моли за учредяване на католическа инквизиция в Гоа, която е всеобщо възприемана, като най-влиятелната институция в историята на римокатолическото християнство в Индия
Християнството в Северен Конкан води произхода си от проповедите на португалците през XVI век, за което те получават привилегия от папата. Смъртта на архидякон Авраам, последния некатолик-митрополит на Църквата на Свети Тома (древна част от Църквата на Изтока - сериозно отслабена вследствие на завоеванията на Тамерлан), през 1597 г., дава възможност на Менезес, архиепископа от Гоа, да привлече местната църква към римокатолическата и да осигури смирението на архидякон Георгиос, най-високопоставеният в йерархията й. Свиква Синода в Диампер между 20 и 26 юни 1599 и въвежда много промени в църквата и налагайки латинските ритуали на Католическата църква. Следвайки синода, Менезес ръкополага Франсис Рос, като архиепископ на епархията на Ангамале, с което напредва в латинизирането. Насранис са притискани да припознаят властта на папата и повечето от тях в крайна сметка приемат католическата вяра. Част от тях все пак са решени да не се покатоличават и да откажат уния, преминават (през 1653 г.) към западните сирийски религиозни и литургични традиции на Мар Григорий, започвайки да се прочуват като яковити. Тези, които продължават с източните сирийски, но и възприемат латински религиозни и литургически традиции и остават вeрни на синода в Диампер и Римокатолическата църква са формално наречени Сирийско-Малабарска католическа църква, от втората част на XIX век нататък.
Епархията Ангамали е прехвърлена при Карганорската епархия през 1605 г., а през 1606 г. е насрочена нова среща с наместника на Гоа. Състои се в Сан Том, Милапор, близо до настоящия Мадрас, в националната света гробница в базиликата „Свети Тома“. Наместникът по-късно се присъединява към епархията на Гоа, където е и прелатството на Мозамбик (1612), както на и Пекин и Нанкин в Китай през 1690 г. 
Мисионерските дейности се развиват и имат голям успех по западното крайбрежие, главно в Чаул, Бомбай, Салсет, Басейн, Дамао и Диу, а на източния бряг Сан Том от Милапор до Бенгал. В южните части мисията на йезуитите е най-популярна, разпростирайки се и до река Кришна, с много периферни станции извън територията си. Мисията на Кочин на Малабарското крайбрежие също е една от най-резултатните. Няколко мисии са започнати и в средната част на севера, като например тази в Агра и Лахоре през 1570 г. и тази в Тибет през 1624 година. Въпреки всички тези усилия на мисионерите, по-голямата част от крайбрежието и много от вътрешните райони не са били посетени и не е било възможно да бъдат християнизирани. Освен това португалците не успяват да утвърдят присъствието си в Мангалор, заради завоеванията на вижаянгарския владетел Кришмадеварая и на Абака Рани от Улал и Беднор, кралица на Мангалор. Повечето мангалорски католици не са от Мангалор, а потомци на католици от Гоа, които са се преселили по време на Португалско-маратхските войни и на Гоанската инквизиция.

#### Протестантство
С упадъка на португалското влияние, мястото му е заето от това на други колониални сили, като Великобритания и Дания, включително и в областта на религията, което се изразява и в популяризиране на протестантството. В началото на XVIII век протестантските мисионери започват дейност си в Индия, което довежда до създаването на различни християнски общности в целия Индийски субконтинент. 
Първите протестантски мисионери стъпили на индийска земя са двамата лютерани от Германия (Свещената Римска империя) Бартоломо Зигенбалг и Хайнрих Плютщау, които започват дейността си през 1705 г. в датското селище Транкбар. Превеждат Библията на местния тамилски, след това - и на хинди. Отначало с малък успех, постепенно мисията им се разпростира и в Мадрас, Кудалор и Танжор. Впоследствие „епископ на Транкбар“ е официален ранг за епископи на Тамилската евангелистка лутеранска църква в Тамил Наду, която е открита през 1919 г. в резултат на Германско-лутеранската мисия Лайпциг и Мисията на Шведската църква, които са наследници на Бартоломо Зигенбалд и Хайнрих Плющау. Седалището на епископа, катедралата и църквата „Транкбар“ са в Тиручирапали. През 1793 г. Уилям Кери, английски баптистки свещеник, идва в Индия като мисионер и работи в Серампор и Калкута, бил е мисионер в Индия до смъртта си през 1834 г. Той е основателят на Серампорския колеж. Превежда Библията на бенгалски, на санскрит и на още много езици и диалекти. Той изиграва важна роля и в превеждането на Библията на езика марати. 
Лондонското мисионерско общество първо се е установява във Визакапатанам, където започва мисия през 1805. Антъни Норис Гроувс, мисионер от шломитите, идва в Индия през 1833 г. и действа в областта на делта Годавари до смъртта си през 1852 г. Джон Хрисчън Фредерик Хайер е първият лутерански мисионер в региона на Андра Прадеш. Той започва мисията Гунтур през 1842 г. Учил  е санскрит и медицина в Балтимор и поема по вода към Индия от Бостън през 1841 г. с още трима мисионери с кораба „Бренда“. Пътува за Индия за втори път през 1847 г., прекарвайки 10 години основно в района на Гунтур в щата Андра Прадеш, в южната част на Индия, където извършва служения, помага на тамошните хора и открива много болници и мрежа от училища в целия регион на Гунтур. Първоначално е подкрепян от управата на Пенсилвания, а после - от британски държавни служители.
През XIX век няколко американски баптистки мисионери проповядват Евангелието в североизточните части на Индия. През 1876 година доктор Е. У. Кларк за първи път отива в селището Нага, 4 години след като асамският му помощник Годула прави първите кръщения там. Преподобният и госпожа М. Дж. Чанс идват в Индия през 1928 г. и започват дейността си в югоизточните части на Гаро Хилс. Те прекарват повечето години между 1950 и 1956 в Голагат, работейки с племена от Нага и Гаро. Дори в наши дни най-големи концентрации от християни в Индия продължава да има в югоизточната част – сред племената нагас, кхаси, куки и мизо. Християните-маратхи са протестанти, поради което се разграничават от християните от Източна Индия, които са предимно римокатолици и жители на региона на Северен Конкан. Те обитават районите на Ахмеднагар, Солапур, Пуне и Аурангабад. Покръстени са чрез маратхските американски мисии, мисията „СПГ“ и Църковното мисионерско общество на Английската църква в началото на XVIII век. По повод златния юбилей на Кралица Виктория християните от Северен Конкан, в Махаращра, познати преди като "португалски християни", изоставят това име и започват да се наричат "източни индийци". 
Мормонски мисионери, включително Хю Финдли, пристигат в Мумбай и Пуна в началото на 1850 г., но не срещат много успехи. Свидетелите на Йехова започват дейност си в Индия през 1905 г., когато един индиец се връща у дома, след като прекарва известно време в изучаване на Библията с Чарлз Тейз Ръсел.

## Култура на индийските християни

### Архитектура и дизайн
Има голям брой предмети с художествена и архитектурна стойност в религиозния и битовия живот на християните в Индия, сред които олтари, статуи, амвони, кръстове, звънци и камбанарии на църкви. 
Църковните и въобще християнските изкуство и архитектура на Керала, датира от началото на християнското присъствие в региона и са сериозно повлияни от богатите местни артистични и архитектурни традиции. В предевропейския период те са се развили и в резултат на контактите им със страните, с които индийците са търгували тогава, а по време на него - и в резултат на общуването им с португалци, холандци, французи и англичани. Описание на посещенията на португалския архиепископ дом Менезес в различните църкви от преди пристигането на западните сили в Индия, донякъде осветлява в структурата и подредбата на църквите преди западните елементи да се наложат в Керала. Три обекта с особено значение , поставяни както вътре, така и в дворовете на църквите, са характерни за типичните малабарски църкви:
- Поставен на открито гранитен (каменен) кръст, наричан Насрани Стамба.
- Кодимарам (Дважастаба) или флагщок, направен от известното индийско тиково дърво и често затварян в медни тръби.
- Каменен Диипастамба или светилник.

Пищната монументалност на европейските църкви се въвежда в Индия, когато части от Малабарското крайбрежие попадат в юрисдикцията на португалците през XVI век. Те въвеждат и римо-португалския стил, придал такъв художествен и структурен финес на художниците в Керала, че създават едни от най-добрите произведения на изкуството. Така се поставя основите на индийския барок. Под португалско влияние се развиват различни модели на християнско изкуство - най-вече по крайбрежието на полуострова - пресъздаващи постиженията на строителното дело и архитектурата на метрополията. Църквата "Свети Франсис", Кочин, е първото европейско място за поклонение в Индия и също, по случайност, е мястото където Васко да Гама е първоначално погребан. Християнското изкуство в Гоа достига зенита си със строенето на църкви.
Местните църкви свидетелстват за хармоничното смесване на Изток и за Запад в християнското изкуство и архитектура в Индия. Индийското християнско изкуство и архитектура в периода на Британския Радж са се развили в няколко различни стила, като резултат от усиленото строене на църкви в различните райони на страната. Стилът, който най-много се подпомага, е свързан със стила „Британско регентство“, който включва нео-готика и готическа възрожденска архитектура. Повечето протестантски катедрали и църкви в Индия отговарят на този стил. Катедралата „Свети Павел“ в Колката е типичен пример за готически възрожденски стил. Църква „Св. Мария“ в Ченай - първата англиканска църква, построена на изток от Суец - е един от първите примери за британска колониална архитектура в Индия. Примери за френско и датско влияние в християнското изкуство могат да се видят в съответните колонии.

### Обичаи и ритуали
Докато християните в Индия не споделят обща култура, обичаите в по-голямата си част са смесица от индийски, сирийски и европейски такива. Разликата в едни региони, спрямо други зависи от няколко фактора, като времето, което християнството е съществувало в дадения регион. Християните от древната Общност на Свети Тома (насранис) в Керала имат значително по-различна култура от тази на християните в останалите части на страната. Историческите връзки с Асирийската църква и усвояването на индийските традиции са допринесли за развитието на изключителната култура сред тези сирийските (сирийскоговорещи или произлизащи от такива) християни-традиционалисти. Използването на декоративни чадъри за християнски религиозни чествания е отличителен белег на традициите на сирийските християни в Керала.
Гоа е колонизирана от португалците през XVI век, в резултат на което християните от Гоа са се повлияли от западната култура. Танците, песните и кухнята на Гоа са силно повлияни от португалците. Съвременната християнска култура в Гоа най-добре може да се опише като англицистко-индо-латинска. Мангалорийските католици произлизат най-вече от гоански католически заселници, които са мигрирали в Южна Канара от Гоа, щат на север от Канара, между 1560 и 1763 г. по време на Инквизицията в Гоа и войните между Португалия и Марата. След миграцията си те приемат местната мангалорска култура, но и запазват много от своите обичаи и традиции.
Християнството в други части на Индия се разпространява под колониалния режим на холандците, датчаните, французите и най-вече - англичани от средата на XVII век до времето на Индийската независимост през 1947. Християнската култура в тези колониални територии е повлияна от религията и културата на съответните метрополии. Съвременната латинска християнска култура в Индия се повлиява значително и от англиканската култура в резултат на влиянието на някогашния Британски Радж. Англиканският общ молитвеник е широко използван в богослуженията в двете големи протестантски вероизповедания - Църква на Южна Индия и Църква на Северна Индия.
Християните се считат за едно от най-прогресиращите общества в Индия. Уранските християни са силно повлияни от европейските традиции, което се счита за плюс в бизнес-средите на Индия, което обяснява големия брой християни в корпоративния сектор. Християнската църква ръководи хиляди образователни институции, което допринася за подсилването на християнската култура в Индия. Религията играе ключове роля в ежедневния живот на християните в Индия. Индия е на 15-о място по посещение на църквите.
Разпети петък е национален празник. Градовете с преобладаващо християнско население почитат и дни на своя светец-покровител. Както и в други части на света, Коледа е най-важният празник за християните в Индия. Денят на всички души е друг празник, почитан от повечето християни в Индия. Религиозните шествия и карнавали се празнуват от католици. Повечето протестантски църкви празнуват фестивали на жътвата, обикновено в края на октомври или началото на ноември. Англо-индийските коледни украшения (коледни топки), с които се декорират големите градове са отличителна черта на индийската християнска култура.
Християнските сватби в Индия отговарят на традиционната за Европа бяла сватба, макар че не е необичайно за християнските булки, особено в южната част, да носят традиционната за индийската сватба дреха сари в различно от бяло оцветяване. Мнозинството от протестантските и част от католическите булки в Индия не носят бинди (червена точка на челото), по което са лесно отличими от хиндуистките.

## Конфликти с участието на християните

### Конфликти между християните в Индия
Конфликтите между християните в Индия се не толкова на доктринална основа, колкото породени от традиционно (но законово отменено) деление на индийското общество на касти. Това разделение поражда, както вражди идващи от претенциите за по-голяма наследствена извисеност и по-пълна правоверност, както и за привилегии и права върху територии и наследства, в полза на произлизащите (или предполагаемо произлизащите) от по-висша каста, така и до разграничаване една - от друга на различните групи от християнското население в отделните селища и конфронтация между тях, дори и когато посещават една и съща църква (особено що се отнася до потомците на т.нар. далити). Характерно е най-вече за Южна Индия и католиците, които са християнизирани масово и без разграждане на кастовата им система от португалците, а за Северна Индия, където покръстените са напускали общностите си поединично, присъединявайки се към протестантите, важи по-скоро обратното.

### Хинду-християнски конфликт
Исторически хиндуистите и християните са живеели в относителен мир от самото идване на християните в Индия в началото на първото хилядолетие. В области като Керала, където християнството е въведено преди времето на Великите географски открития, хиндустки царе и земевладелци даряват на християнски общности земя за строеж на църкви. Пристигането на европейските колонизатори води до мащабна мисионерска дейност в Южна и Североизточна Индия и в някои случаи - до масово християнизиране на населението, което понякога става и принудително. Гоанската инквизиция се счита за повратна в историята на Гоа, защото по нейно време са унищожени близо 300 хиндуистки храма, отделно от провежданите от нея преследвания над заподозрени в ереси или тайно придържане към индуизма местни жители.
Към края на XX и началото на XXI век тенденцията към засилване на враждебността между индуисти и християни нараства и се наблюдават много случаи на анти-християнското насилие в някои индийски щати (например - в Одиша/Ориса, Карнатака), като форма на противопоставяне от страна на хиндуистите срещу разрастването на християнското проповедничество, предимно срещу това на Петдесятничеството, мотивирано с твърдения, че покръстването и в съвременността се извършва отчасти насилствено или че включва деморализиращи (от гледна точка на традиционния за страната морал) фактори.
Актовете на насилие включват палежи на църкви, насилствено пре-превръщане на християни в хиндуисти, разпространение на заплашителни текстове, горене на Библии, изнасилвания на монахини, убийства на християнски свещеници и унищожаване на християнски училища, колежи и гробища. На 22 януари 1999 г. австралийският мисионер Геъм Стайн и двамата му синове са изгорени до смърт от банда, докато спели в комбито си в Манохарпур в Кеонджар, Одиша, Индия. В годишния доклад за правата на човека за 1999 г. Държавният департамент на САЩ разкритикува Индия за „повишаването на насилието срещу християните“. В доклада за насилието срещу християните са изброени над 90 акта на насилие срещу християни, като се започне от унищожаване на религиозна собственост и се стигне до насилие срещу християните поклонници.
След убийството (за което се твърди, че всъщност е извършено от местни маоисти, но за това са обвинени християни) на Суами Лакшманананда, индуистки монах и много почитан духовен лидер, посветил живота си на благосъстоянието на племето си, напрежението между двете общества се разпалва през 2008 г. Стига се до множество разрушения и палежи на църкви (каквито, макар и в по-малък мащаб има в Одиша и предната година) и до убийства и изселвания на християни.
От противоречията между хиндуисти и християни се възползват месните крайни националисти и крайнодесни движения, чиито действия включват или предпоставят и насилия над индийските мюсюлмани (в някои случаи - със съдействието на местни християни, макар че реториката им е и против тях). Индийската конституция се застъпва за секуларизъм и свобода на вероизповеданието. Въпреки това резултат и от действията на подобни политически формации са и закони, насочени срещу християните. Щатите Раджастан, Мадхя Прадеш, Химачал Прадеш и Тамил Наду приемат закони, които налагат ограничения (официално върху принудените религиозни покръствания, а реално - върху християнските покръствания изобщо). Законът, приет в Тамил Наду, по-късно е отменен.

### Насилия от страна на мюсюлмани
Смята се, че действия на британската Източноиндийска компания, възприети като провокация, срещу нейните индийските войници – сипаите, на които е раздадено оръжие, за чиито патрони се импрегнират и смазват със смес от волска лой и свинска мазнина (при тогавашните пушки „Енфийлд“ с предно пълнене хартиеният патрон е трябвало да бъде захапан и с рязко движение да се скъса дъното му – така барутът е можел да се изсипе в цевта, а след него празната хартиена тръбичка заедно с оловния куршум се е набивала в цевта), са довели до т.нар. Сипайски метеж (Индийското въстание от 1857 г.) Това въоръжение е неприемливо за мюсюлманите, предвид погнусата им от всичко, свързано с консумацията на продукти от свиня, а за индиустите - заради свещения статут на кравите. 
В по ново време мюсюлманите в Индия, които приемат християнството, са считани от предишните си единоверци за вероотстъпници и често са подлагани на тормоз, заплахи и атаки от страна на мюсюлманите. В Джаму и Кашмир, единственият индийски щат с мюсюлманско мнозинство, покръстителят и мисионер на име Башир Тантрей е убит от войнствени ислямисти през 2006 г.